# 34. Kurentovanje (1994)
Kurentovanje 1994 je bil štiriintridesetni uradni ptujski karneval, ki je potekal med 5. in 15 februarjem.
To je bila prelomnica v vseh pogledih, z enega (lani sicer testno že 9 dni, a brez šotora) se je razširilo na 11 dni, prvič s karnevalskim šotorom, ki je bil vse dni odlično obiskan in glasbeno obarvan. Ptujsko kurentovanje se je vključilo v koledar mednarodnih folklornih prireditev. Celoten strošek prireditve je znašal 8,5 milijona tolarjev. Letos je vse dni Kurentovanja po Ptuju vozil poseben mini karnevalski vlakec Ptujčan, ki je prevažal obiskovalce po starem mestnem jedru. V šotoru pa so se vsak dan predstavljale tudi različne etnografske skupine mask. Častni pokrovitelj letošnjega Kurentovanja je bil Herman Rigelnik, takratni predsednik Državnega sveta Republike Slovenije.

## Celoten spored kurentovanja

### Glavni tradicionalni dogodki
| Od   | Dogodek                            | Dan                    |
| ---- | ---------------------------------- | ---------------------- |
| 1960 | 34. mednarodna karnevalska povorka | pustna nedelja (13.2.) |
| 1960 | 34. Pokop pusta                    | pustna torek (15.2.)   |

### Karnevalski šotor
| Od   | Dogodek                             | Dan                   |
| ---- | ----------------------------------- | --------------------- |
| 1994 | 1. Veliki karnevalski ples v maskah | pustna sobota (12.2.) |

## Glavni dogodki

### Svečana otvoritev (5.2.)
Ob 10. uri na predpustno soboto, 5. februarja, so začeli svoj pohod proti novi karnevalski dvorani pihalni orkester Ptuj in Kidričevo, ter etnografske maske kot pokači (Podlehnik), kopjaši (Markovci) ter koranti (Lancova vas in Rogoznica).
Ob 11. uri se je v novem karnevalskem šotoru, velika novost kurentovanja, na parkirišču za ptujsko pošto s fanfarami s svečano otvoritvijo, začelo enajstdnevo pustno rajanje z zaključkom na pustni torek. Številne goste, tudi ptujskega župana Rajherja, je nagovoril Branko Brumen, vidni član združenja evropskih karnevalskih mest, ki je dogodek tudi uradno odprl in ljudi pozval da čim bolj aktivno sodelujejo v celotnem dogajanju. Vsak dan med 17. in 22. uro popoldne je v šotoru, ki je sprejel 800 ljudi, potekal zabavno glasbeni program z znanimi slovenskimi ansambli in z nastopom mask. Vse prireditve so bile odlično obiskane, z vrhuncem na pustno soboto, ko je v šotoru potekal pustni ples.

### 1. Veliki karnevalski ples v maskah (12.2.)
12. februarja, na pustno soboto zvečer, je potekal osrednji in najbolj obiskan dogodek v karnevalskem šotoru in sicer pustni ples, ki je bil nabito poln in je v celoti uspel. Zaradi pomanjkanja prostora so morali goste celo odklanjati. Maske so imele prost vstop. Organizirana je bila tudi plačljiva večerja.

### 34. Mednarodna karnevalska povorka (13.2.)
Je potekala 13. februarja ob 14. uri na pustno nedeljo po mestnih ulicah. Pričakovali so sicer okrog 30.000 obiskovalcev, a je bila zaradi mraza in sneženja slabše obiskana, karneval v Cerknici pa je bil celo odpovedan. Nastopilo je okrog 1,000 mask, od tega približno 250 kurentov.
Vse nastopajoče in obiskovalce sta na Mestnem trgu pozdravila predsednik državnega zbora Herman Rigelnik in ptujski župan Vojteh Rajher in se jim lepo zahvalila. Bruno Ravnikar kot predstavnik mednarodnega združenja organizatorjev folklornih in etnografskih prireditev CIOFFF in Tone Brglez sta nastopajočim skupinam podelila posebno priznanje, Branko Brumen pa je skupini korantov iz Spuhlje izročil tradicionalni zlati zvonec.
| - 1. Kopjaši s tremi koranti (Markovci) - 2. Župan mesta Rajher s soprogo na konjski kočiji - 3. Maržoretke in godbeniki (Ptuj) - 4. Vlak Ptujčan z maskami - 5. Folkloristi (Lovrenc na Dravskem polju) - 6. Orači (Leskovec) - 7. Pokači (Podlehnik) - 8. Folkloristi (SB) - 9. Krampusi - 10. Liške maske - 11. Folkloristi (Destrnik) - 12. Berchte (Avstrija) - 13. Orači (Podlehnik) | - 14. Oljka (folklorna skupina) - 15. Maskirani godbeniki (Talum Kidričevo) - 16. Etnografska skupina (Litva) - 17. Ploharji (Cirkovci) - 18. Etnografska skupina (Romunija) - 19. Folkloristi (Dolena) - 20. Veliki in mali orači (Lancova vas) - 21. Godba na pihala (Podlehnik) - 22. Klada (Spodnja Polskava) - 23. Žejanski zvončarji (Opatija) - 24. Folkloristi (Lancova vas) - 25. Zacheosi (Švica) - 26. Koranti (Ptuj in okoliške vasi) |

### Pustni ponedeljek (14.2.)
14. februarja, na pustni ponedeljek, je bilo ob 10. uri rajanje vrtcev, ob 15. uri pa vsesplošno otroško rajanje.

### 34. Pokop pusta (15.2.)
15. februarja ob 10. uri, na pustni torek, je bilo v karnevalskem šotoru rajanje in zabava učencev osnovnih in srednjih šol.
Na pustni torek, so na popoldanskem dogajanju v mestu tudi uradno pokopali pust. Vsi uradi, trgovine in šole so se zaprli že dopoldan, ljudje, predvsem Ptujčani, pa so ves dan do poznih večernih ur rajali po mestu jedru in nato še v karnevalskem šotoru.

## Karnevalski šotor
Je bil takrat novost, prvič je stal na mestu nove pošte zraven minoritskega samostana, takrat je bilo to še parkirišče. Sprejel je do 800 ljudi, cena dnevne vstopnice je bila 200 tolarjev, za maske pa je bil vstop brezplačen. V primeru dežja je omogočil nemotene prireditve. Vsak večer so se predstavljale različne etnografske maske ter kurenti in različne glasbene skupine. Odvijale pa so se tudi različne matineje šol in vrtcev.
Osrednji, največji in najbolj obiskan dogodek v šotoru je bil "Veliki večerni pustni bal (ples) v maskah" na pustno soboto.

### Nekdanje parkirišče pri Slovenskih Goricah
| Datum                                                  | Etnografski liki | Glasbena skupina                 | Dan                   |
| ------------------------------------------------------ | --- | -------------------------------- | --------------------- |
| Nastopi glasbenih skupin vsak večer med 17. in 22. uro | |                                  |                       |
| 5.2.                                                   | Dopoldanski otvoritveni etnografski pohod                                                                                       | Ptujski instrumentalni ansambel  | predpustna sobota     |
| 6.2.                                                   | FS Anton - Jožef Štrafela (Markovci)                                                                                            | Ptujskih 5                       | predpustna nedelja    |
| 7.2.                                                   | Folkloristi (Dolena), Koranti (Poetovio)                                                                                        | Pop Prerod                       | predpustni ponedeljek |
| 8.2.                                                   | Folkloristi (Destrnik), Orači (Leskovec), Koranti SŠC                                                                           | Ansambel Komet                   | predpustni torek      |
| 9.2.                                                   | Folkloristi (bolnica), Koranti (Stojnci)                                                                                        | Ansambel Jožeta Ekarta           | pustna sreda          |
| 10.2.                                                  | Folkloristi (Lancova vas) | Ptujskih 5                       | pustni četrtek        |
| 11.2.                                                  | gostujoče pustne in folklorne skupine iz: (Švica, Madžarska, Litva, Švica, Romunija, Lika); ter Koranti iz Markovcev in okolice |                                  | pustni petek          |
| 12.2.                                                  | Ploharji (Cirkovci), vse Ptujske skupine kurentov in; Veliki večerni pustni bal (ples) v maskah                                 | Štajerskih 7, Hajdi, Brendi      | pustna sobota         |
| 13.2.                                                  | Zaključek karnevalske povorke                                                                                                   | Alfi Nipič in njegovi muzikantje | pustna nedelja        |
| 14.2.                                                  | ob 10. uri dopoldansko rajanje vrtcev in; ob 15. uri vsesplošno rajanje najmlajših                                              |                                  | pustni ponedeljek     |
| 15.2.                                                  | ob 10. uri rajanje osnovnih in srednjih šol; ob 15. uri velik zaključek s pokopom pusta                                         |                                  | pustni torek          |

## Trasa

### Mednarodna karnevalska povorka
Prvi krog
Mladika zbor – Mestni park – Miheličeva galerija – Dravska – Cankarjeva – Prešernova – Slovenski trg – Murkova – Mestni trg – Lackova – Trstenjakova – Slomškova – Raičeva – Muzejski trg – Prešernova
Drugi krog
Slovenski trg – Slomškova – Mestna tržnica – Novi trg – Miklošičeva – Mestni trg – Krempljeva – Minoritski trg – Dravska (razhod)

## Bližnji etnografski fašenki

### V okolici Ptuja
| #  | Povorka   | Dan            | Od   |
| -- | --------- | -------------- | ---- |
| 3. | Markovci  | pustna nedelja | 1992 |
| 2. | Cirkovce  | pustni torek   | 1993 |
| 1. | Cirkulane | pustna sobota  | 1994 |